# 튀니지 전역
튀니지 전역은 2차대전 북아프리카 전역중 튀니지에서 일어난 전투의 뜻이다. 연합군의 주도는 영국군이였고 보조역할은 미군 과 프랑스군이다.

## 횃불 작전 후와 교착
횃불 작전을 성공시킨 연합군은 알제리에서부터 영·미 연합군이 동쪽으로 꾸준히 전진하고 있었는데, 이 두 군은 아틀라스 산맥의 동도르살레 산맥에 구축된 독일군 진지에서 멈추게 된다.
그리고 남쪽에서는 롬멜이 군을 모아 튀니지에 방어선을 형성하고 있었다. 이로 인해 두 나라는 튀니지 근방에서 진격을 멈춰 교착 상태가 된다.

## 전투 계획
추축국의 목표는 롬멜과 아르님, 메세와 함께 방어를 형성하고, 미·영 연합군은 공격할 계획을 세우게 된다.
연합군의 목표 제8군이 가베스 북쪽을 전진 하는 동안 제1군은 추축군 예비 부대들이 8군에게 향하지 못하도록 압박 한다.

## 경과

### 독일의 공격과 후퇴
독일 제5기갑군 소속 제 10 기갑사단과 제 21 기갑사단은 시디 부지드에 주둔중인 미군을 공격하고 2월 17일에는 카세린까지 후퇴시켰다. 그러나 독일군의 공격은 이 고개에서 공세를 멈춰 이후 지루한 공방전이 펼쳐지게 된다. 그 와중에서 이탈리아에서 들어오는 보급 물자는 연합군 공군에 의해 끊기는 상황에서도 마레스 방어선을 방어하는데 성공적을 했지만 버나드 몽고메리는 2차 총돌격 작전을 시작해 10군단이 마레스 방어선의 우회로 돌파해 방어선이 뚫리자 3월 31일에 추축군들이 마레스 방어선에서 물러나게 된다.

## 같이 보기
- 아프리카 기갑군